# Kjøbenhavns Skøjteløberforening
Kjøbenhavns Skøjteløberforening (KSF),  grundad 4 februari 1869, är en av Danmarks äldsta idrottsföreningar. 
Man startade som en konståkningsklubb. Under tiden bandy spelades i Danmark (1895 till 1924) var Kjøbenhavns Skøjteløberforening den dominerande danska klubben inom denna sport. Hastighetsåkning på skridskor var sedan den viktigaste disciplinen innan ishockey på allvar introducerades i Danmark. KSF förlorade den första danska hockeyfinalen 1955. Man har erövrat 10 danska mästerskapsguld men sedan mitten av 1980-talet har man inte varit representerad i den högsta divisionen. Hemmaarena är Østerbro Skøjtehal.

## Hastighetsåkning
Kurt Stille blev nummer 9 på 10 000 m under Olympiska vinterspelen 1964, vilket är Danmarks bästa individuella placering i ett vinter-OS någonsin. Hans danska rekord stod sig i över 40 år (till 2005).

## Danska mästerskap i ishockey
1956, 1960, 1961, 1962, 1964, 1965, 1966, 1970, 1972 och 1976

## Källa
KSF officiell hemsida